# Octan amonný
Octan amonný (či acetát amonný) je organická sloučenina se vzorcem CH3COONH4 (zřídka zapisováno jako CH3COOH.NH3) je bílá, hygroskopická krystalická látka rozpustná ve vodě, ethanolu a methanolu. Tato látka se používá jako přídatná látka, konkrétně jako regulátor kyselosti.

## Reakce
Tato látka jde připravit reakcí kyseliny octové (CH3COOH) a (obvykle vodného roztoku, ale může být i čistý) amoniaku (NH3), reakce probíhá následně:
CH3COOH + NH3 → CH3COONH4
Tato reakce je do jisté míry zvratná, produkt je možno zase rozdělit na kyselinu octovou a amoniak. Při zvýšených teplotách se rozpadá na acetamid (CH3CONH2) a vodu (H2O), podle této reakce:
CH3COONH4 → CH3CONH2 + H2O